# 대조언어학
대조언어학(対照言語学; contrastive linguistics)은 언어학의 한 분야이며 두개이상의 언어를 똑같은 관점으로서부터 대비시켜 차이점을 드러나게해 또 그 차이점들에 대해서 분석하는 분야이다. 대조언어학은 계통관계에 유래한다고 가정되는 몇몇 언어 간의 유사점에 착목하는 비교언어학과 달리 그저 언어 간의 차이점에 착목하기 때문에, 역사적 관계도 상관없이 아무 두개이상의 언어나 대상이 될 수가 있다. 그리고 대조언어학의 범주로 떨어지는 연구의 경우 대상으로 잡히는 언어는 단 두개의 경우가 대부분이며, 어떤 언어를 배우는 학습자들의 모어와 그 배우는 언어를 대상으로 하면 그 연구 성가를 그 들을 지도할 시 이용할 수가 있다. 언어를 배울 때 자신의 모어하고 배우고 있는 언어가 어떤 점에서 어떻게 달리는지를 의식하고 중요한 차이점이 무엇인지를 알게 되면 자신이 그 언어를 배우는데 하마터면 나타날 수 있는 많은 오류를 효과적으로 차단시키는 것에 도움이 되기 때문이다. 따라서 언어 교사를 지향하는 학생들에게 인기가 많으며 응용언어학적인 성격이 크다고 볼 수가 있다.

## 같이 보기
- 번역